# Tam Nguyệt Nhai
Tam Nguyệt Nhai (tiếng Trung: 三月街; bính âm: Sānyuè Jiē; tiếng Bạch: salwa zix) là một trong những lễ hội quan trọng nhất được tổ chức bởi người Bạch ở khu vực Tây Nam Trung Quốc. Lễ hội bao gồm việc tổ chức các phiên chợ, trình diễn nghệ thuật và tổ chức các sự kiện thể thao hàng năm tại châu tự trị Đại Lý, tỉnh Vân Nam. Hội chợ kéo dài trong nhiều ngày, bắt đầu từ ngày rằm tháng ba theo nông lịch (thường rơi vào tháng 4 hoặc tháng 5 theo lịch Gregorius). Vào năm 2023, lễ hội đã rơi vào ngày 4 tháng 5 dương lịch.